# Shaun Woodward
Shaun Anthony Woodward, född 26 oktober 1958, är en brittisk parlamentsledamot för Labour, som mellan 28 juni 2007 och 11 maj 2010 var Nordirlandsminister. Han representerar valkretsen St. Helens South.
Han kom in i parlamentet i samband med valet 1997 som konservativ representant för valkretsen Witney.
Han fick 1999 sparken från sin position på frambänken i parlamentet för att han gick emot partiledningens motstånd mot att avskaffa Section 28 (han var alltså emot Section 28).[källa behövs] Section 28 var en lagstiftning som kom till under 1980-talet (under Thatchers styre) och som innebar ett förbud för lokala myndigheter att beskriva homosexuella relationer som något annat än onormalt.
Han lämnade senare partiet och gick med i Labour.
Han är gift med Camilla Sainsbury, en dotter till den tidigare konservativa parlamentsledamoten Tim Sainsbury.